# 대한가라테연맹
대한가라테연맹(大韓가라테聯盟, Korea Karate Federation, KKF)은 대한민국의 공수도 종목 행정을 총괄하는 스포츠 행정 기구이다. 2017년 6월에 대한체육회의 준회원 종목 단체로 승인되었다. 2016년 9월에 '대한카라테연맹'이라는 명칭으로 설립되었고, 2022년 3월 2일에 '대한가라테연맹'으로 명칭을 변경했다. 2023년 2월 28일에 개최된 대한체육회 정기 대의원 총회 의결을 통해 대한체육회 정회원 종목 단체로 승격했다.

## 참고 문헌
- “대한체육회 회원종목단체 경영공시”. 대한체육회.

## 같이 보기
- 대한공수도연맹